# Бойко, Алексей Сергеевич (советский политик)
Алексе́й Серге́евич Бо́йко (21 сентября 1925, Калиновка, Сальянский уезд — 2 июня 2013) — советский хозяйственный, государственный и политический деятель.

## Биография
Родился в 1925 году в селе Калиновка.
С 1944 года — на хозяйственной, общественной и политической работе. В 1944—1992 гг. — оперативный уполномоченный Ачхой-Мартановского/Новосельского районного отдела НКГБ, оперативный уполномоченный Управления МГБ по Грозненской области, начальник 2-го отдела, заместитель председателя КГБ при СМ Чечено-Ингушской АССР, председатель КГБ при СМ Дагестанской АССР, председатель КГБ Туркменской ССР, в распоряжении 6-го управления КГБ СССР, заместитель начальника Главного специального управления Министерства химической и нефтеперерабатывающей промышленности СССР.
Избирался депутатом Верховного Совета СССР 10-го и 11-го созывов.
Умер 2 июня 2013 года.

## Комментарии
1. ↑  Калиновка[1] ныне — Мейниман в Аджикабульском районе Азербайджана.